# روبرت بلاكوود
روبرت بلاكوود (بالإنجليزية: Robert Blackwood)‏ هو شخصية أعمال وسياسي أسترالي، ولد في 24 يونيو 1861 في أستراليا، وتوفي في 22 سبتمبر 1940 في أستراليا. حزبياً، نشط في حزب التجارة الحرة. وقد انتخب عضو مجلس النواب الأسترالي عن دائرة Division of Riverina ‏ (16 ديسمبر 1903 – 13 أبريل 1904).